# Lotus rechingerii
Lotus rechingerii är en ärtväxtart som beskrevs av Chrtkova. Lotus rechingerii ingår i släktet käringtänder, och familjen ärtväxter. Inga underarter finns listade i Catalogue of Life.